# Martin van Duynhoven

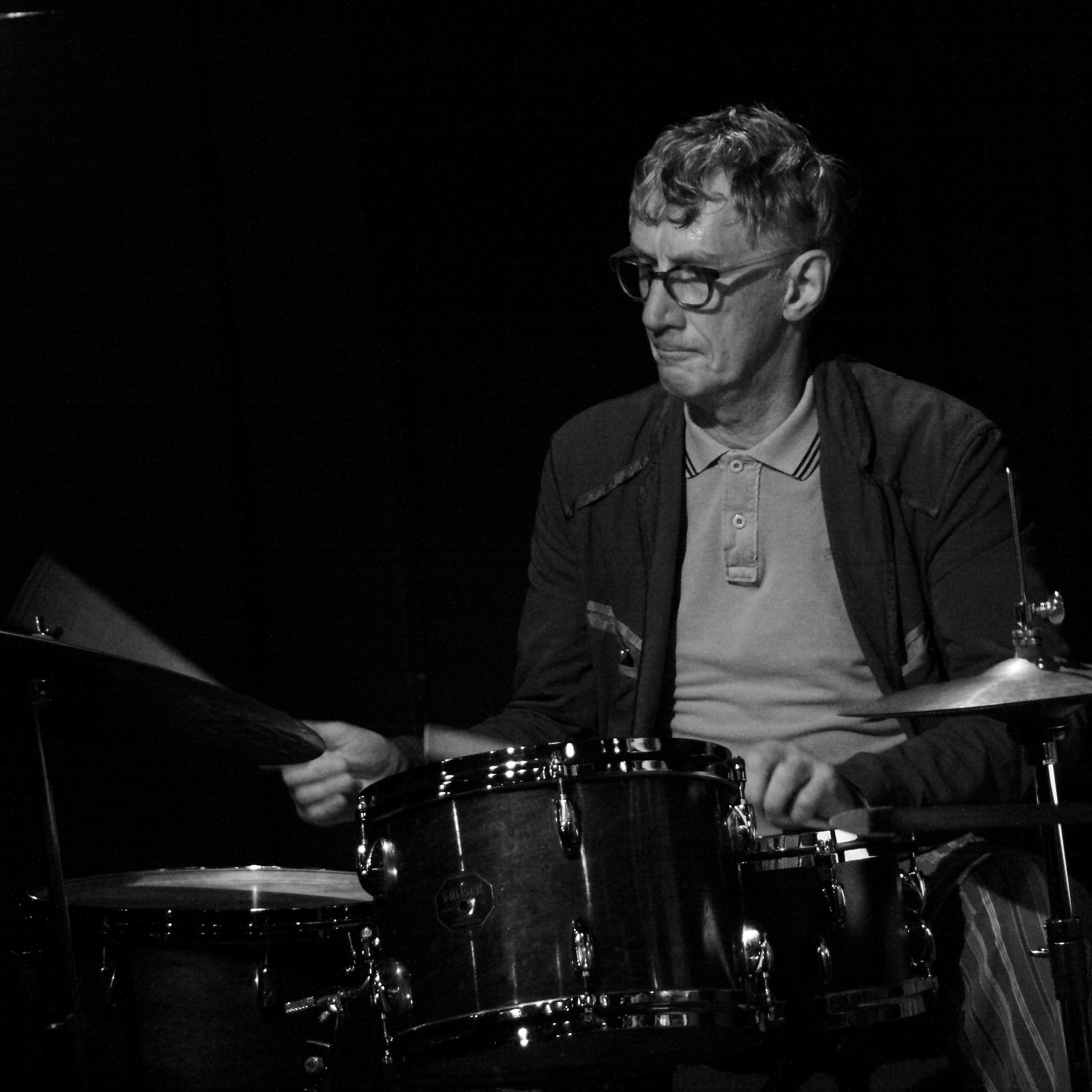
Martin van Duynhoven im Club W71, 2011

Martin van Duynhoven (* 13. Juni 1942 in Boxmeer) ist ein niederländischer Jazz-Schlagzeuger des Creative Jazz.

## Leben und Wirken
Van Duynhoven sammelte erste musikalische Banderfahrung in einem Harmonieorchester (einem Marschorchester aus Trommlern und Bläsern) in Uden und studierte von 1959 bis 1962 am Konservatorium von Tilburg und an der Kunstakademie Den Bosch. 1963 zog er nach Amsterdam, wo er u. a. mit Maarten Altena, Boy Edgar, Hans Dulfer und Nedly Elstak spielte. 1966 gewann er in einem Wettbewerb in Wien, in dessen Jury Ron Carter, Cannonball Adderley und Mel Lewis saßen, den zweiten Preis und ein Jahr später einen ersten Preis beim Jazzfestival in Loosdrecht. Dick van der Capellen holte ihn in sein freies Trio, mit dem er an dem Album The Present Is Past (1967) beteiligt war. Danach spielte er mit vielen bekannten Jazzmusikern wie Willem Breuker, Chet Baker, Mal Waldron (Aufnahme 1971), Marion Brown, Booker Ervin, Paul Gonsalves und Dexter Gordon und trat auf Festivals wie dem von Molde, Montreux und Juan-les-Pins auf.

In den 1970er Jahren gehörte er zum Quartett des Komponisten Theo Loevendie. 1975 studierte er mit einem Stipendium des niederländischen Kultusministeriums in New York bei Charlie Persip im Jazzmobile, Andrew Cyrille und Stanley Crouch und spielte mit Sheila Jordan, Roswell Rudd (mit dem er auch danach viel auf Tourneen war) sowie Lester Bowie. Anschließend gründete er sein eigenes „Martin van Duynhoven Percussie Ensemble“, das mit mehreren (3 bis 20) Schlagzeugern bzw. Perkussionisten und auch mit Akrobaten auftrat. Er spielte auch in der Band des Pianisten Leo Cuypers (Zeeland Suite), in den Quintetten von Loevendie (Atlantis Suite) und von Soesja Citroen, im Paradise Regained Orchestra (das von Elstak gegründet wurde), in der Waterland Bigband von Loek Dikker und war auf Tour mit dem Quartett von Roswell Rudd und Hans Dulfer.

Seit 1982 gab er viele Solokonzerte und Konzerte in Schulen. 1984 gewann er den Boy-Edgar-Preis. Von 1985 bis 1992 war er Schlagzeuger in Willem van Manens Contraband. Seit den 1990er Jahren spielte er mit dem Trio des Tenorsaxophonisten Ab Baars, mit dem er mehrere Platten aufnahm, mit Ig Henneman, mit Misha Mengelberg (Two Days in Chicago) und seit 1997 im Quintett des Pianisten und Komponisten Frank van Bommel.

### Sonstiges
Neben seiner Jazzmusik arbeitet er auch als Grafikdesigner.

Sein Bruder ist der Schlagzeuger Fred van Duynhoven.

## Diskographische Hinweise
- Dexter Gordon: At the Subway Club 1973 (ed. 2019)
- Soesja Citroen met het Nico Bunink Kwintet Good Enough for Jazz (Vara 1981, mit Henning Berg, Jan Voogd)
- Maiden Voyage: Night in Torremolinos (BV Haast 1990, mit Jarmo Hoogendijk, Jelle Schouten, Willem Schoenmaker, Wim Both, David Rothschild, Jan Oosting, Kees Adolfsen, Larry Fishkind, Paul Stocker, Sean Bergin, Barry Block, Tobias Delius, Rutger van Otterloo, Leo Bouwmeester, Tony Heimer, Wiebe Wilbers, Jacko Schoonderwoerd)
- Misha Mengelberg: Two Days in Chicago (1999)
- Brandon Evans & Martin van Duynhoven: Elliptical Axis 10 – Live in Eindhoven, the Netherlands (Parallactic 2000)
- Almeida / Duynhoven / Klein: Vibrate in Sympathy (Clean Feed 2015)